# Andinsk sparvuggla
Andinsk sparvuggla (Glaucidium jardinii) är en fågel i familjen ugglor inom ordningen ugglefåglar.

## Utseende och läte
Andinsk sparvuggla är en mycket liten uggla med för släktet typisk fjäderdräkt: mestadels brun eller rostbrun ovan, vit under med diffusa bruna strimmor och små vitaktiga fläckar på pannan. Könen är lika. Sången består av en serie visslingar, ibland inledd av några darrande toner.

## Utbredning och systematik
Fågeln förekommer i Anderna från Venezuela och Colombia (inklusive Sierra de Perijá) genom Ecuador till norra Peru (norr och väster om Marañóndalen). Den behandlas som monotypisk, det vill säga att den inte delas in i några underarter.

## Levnadssätt
Andinsk sparvuggla hittas i övre subtropiska och tempererade skogar, mestadels på mellan 2500 och 3500 meters höjd, högre än andra sparvugglor. Den ses vanligen dagtid sittande i skogens mellersta till övre skikt, då den ofta mobbas av kolibrier eller andra små tättingar. Sången kan avges även dagtid, men oftast i gryning och skymning.

## Status och hot
Arten har ett stort utbredningsområde, men tros minska i antal, dock inte tillräckligt kraftigt för att den ska betraktas som hotad. Internationella naturvårdsunionen IUCN listar arten som livskraftig (LC).

## Namn
Fågelns vetenskapliga artnamn hedrar den skotske ornitologen Sir William Jardine (1800-1874).